# الطعام في الفضاء

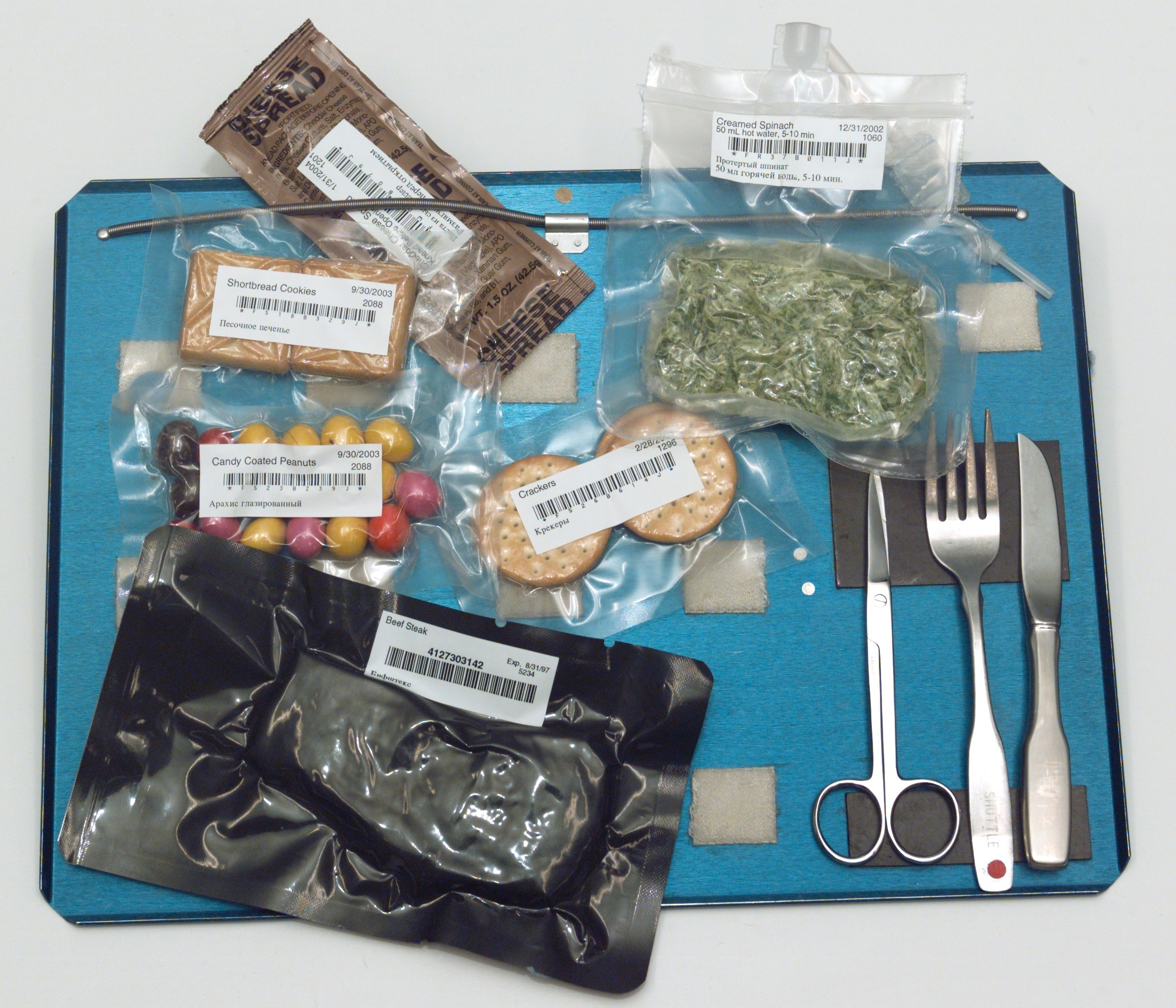
مجموعة من الأطعمة التي يتم تناولها على متن مكوك الفضاء. لاحظ أنه يتم استخدام المغناطيس والنوابض والمشابك لإبقاء السكاكين والمعالق والطعام على الصينية.

الطعام في الفضاء Space food هو مجموعة متنوعة من المنتجات الغذائية، التي أُنشِئَت، وصُمِمَت خصيصًا؛ للإستهلاك من قبل رواد الفضاء في الفضاء الخارجي. الطعام في الفضاء له متطلبات محددة، مثل توفير التغذية المتوازنة للرواد في الفضاء، وسهولة إستخدامه وتخزينه، وقابلية التحضير والإستهلاك في بيئة قليلة الجاذبية. في السنوات الأخيرة، تم استخدام الطعام في الفضاء من قبل مختلف الدول المنخرطة في برامج فضاء، كوسيلة لإظهار ومشاركة هويتهم الثقافية، وتسهيل التواصل بين الثقافات.

## انواعه
هناك عدة تصنيفات لأغذية الفضاء، على النحو التالي:
1. المشروبات (ب) - يتم توفير مزيج المشروبات المجففة بالتجميد (القهوة أو الشاي) أو المشروبات المنكهة (عصير الليمون أو مشروب البرتقال) في أكياس المشروبات محكمة الغلق. قد تحتوي القهوة والشاي على مسحوق كريمة و / أو سكر مضاف حسب تفضيلات الذوق الشخصية. يتم توفير أكياس المشروبات الفارغة لمياه الشرب.
2. الأطعمة الطازجة (FF) - الفواكه والخضروات والتورتيلا الطازجة التي يتم تسليمها عن طريق بعثات إعادة الإمداد. تفسد هذه الأطعمة بسرعة وتحتاج إلى تناولها خلال اليومين الأولين من وصول العبوة إلى محطة الفضاء الدولية لمنع التلف. يتم توفير هذه الأطعمة كدعم نفسي لرواد الفضاء الذين قد لا يعودون إلى منازلهم لفترات طويلة من الزمن.
3. -اللحوم المشعة (I) Irradiated (I) Meat- شريحة لحم البقر التي يتم تعقيمها بالإشعاع المؤين للحفاظ على الطعام من التلف. ناسا لديها إعفاء من إدارة الغذاء والدواء الأمريكية (FDA) لاستخدام هذا النوع من تعقيم الطعام.
4. الرطوبة المتوسطة (IM) Intermediate Moisture - الأطعمة التي تحتوي على بعض الرطوبة ولكنها ليست كافية للتسبب في تلف فوري. تشمل الأمثلة السجق ولحم البقر المقدد.
5. الشكل الطبيعي (NF) Natural Form- الأطعمة المتاحة تجاريًا والتي يمكن تخزينها على الأرفف مثل المكسرات والبسكويت وألواح الجرانولا الجاهزة للأكل.
6. الأطعمة القابلة لإعادة الماء (R) Rehydratable - الأطعمة التي تم تجفيفها بواسطة تقنيات مختلفة (مثل التجفيف بالحرارة، والتجفيف الأسموزي، والتجفيف بالتجميد) والسماح لها بإعادة الترطيب في الماء الساخن قبل الاستهلاك. يقلل تقليل محتوى الماء من قدرة الكائنات الحية الدقيقة على الازدهار.
7. الاغذية المستقر حراريًا (T) Thermostabilized - تُعرف أيضًا باسم عملية المعوجة، حيث تقوم هذه العملية بتسخين الأطعمة لتدمير مسببات الأمراض والكائنات الحية الدقيقة والإنزيمات التي قد تسبب التلف.
8. منتجات الخبز ذات العمر الافتراضي الطويل Extended shelf-life bread products - السكونز والفطائر واللفائف المصممة خصيصًا لتصل إلى 18 شهرًا.

لا يوجد تصنيف للسلع الأساسية والتوابل الأكثر شيوعًا وتُعرف ببساطة باسم العنصر.

## المعالجة

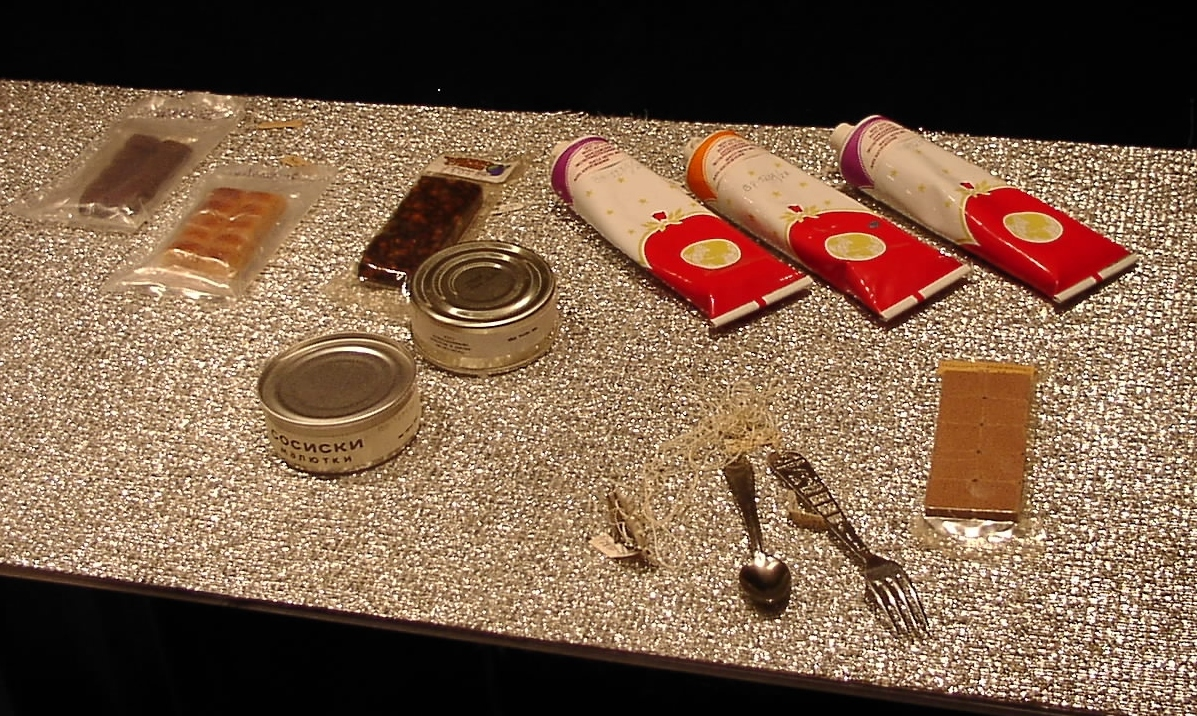
طعام رواد الفضاء في روسيا

غالبًا ما يكون تصميم الطعام للاستهلاك في الفضاء عملية صعبة. يجب أن تستوفي الأطعمة عددًا من المعايير ليتم اعتبارها مناسبة للمساحة. يجب أن يكون الطعام مناسبًا من الناحية الفسيولوجية، حيث يجب أن يكون مغذيًا، وسهل الهضم، وقابل للاستساغة.
ايضا يجب تصميم الطعام للاستهلاك في بيئة خالية من الجاذبية، يحيث يكون الطعام خفيفًا ومعبأً جيدًا وسريع التقديم ويتطلب الحد الأدنى من التنظيف. أخيرًا، تتطلب الأطعمة حدًا أدنى من إنفاق الطاقة طوال فترة استخدامها ؛ يجب تخزينها جيدًا، وفتحها بسهولة، وترك القليل من النفايات خلفها (الأطعمة التي تميل إلى ترك الفتات، على سبيل المثال، غير مناسبة للمساحة).
تمت تجربة المشروبات الغازية في الفضاء ولكن لم يتم تفضيلها بسبب التغيرات في التجشؤ الناجم عن الجاذبية الصغرى. بدون الجاذبية لفصل السوائل عن الغازات في المعدة، ينتج عن التجشؤ نوع من القيء يسمى "التجشؤ الرطب". تم نقل كوكا كولا وبيبسي لأول مرة على متن سبيس لاب 2 STS-51-F عام 1985. وقد قامت شركة كوكا كولا بالطيران في مهام لاحقة في موزع مصمم خصيصًا يستخدم أجهزة بيو سيرف لتقنيات الفضاء المستخدمة في التجارب البيوكيميائية. حملت المحطة الفضائية مير علب مشروبات بيبسي في عام 1996.
تم تطوير البيرة أيضًا بحيث تتعارض مع تقليل استقبال الطعم والرائحة في الفضاء وتقلل من إمكانية التجشؤ الرطب في الجاذبية الصغرى. من إنتاج شركة Vostok 4-Pines Stout، أثبتت تجربة طيران على شكل قطع مكافئ صحة أن وصفة الكربنة المخفضة تفي بالمعايير المخصصة للفضاء. الشعير المحصود من المحاصيل المزروعة لعدة أجيال في الفضاء أعيد أيضًا إلى الأرض لإنتاج البيرة. في حين أنه ليس طعامًا فضائيًا (استخدم نفس وصفة "الأرض" عالية الكربنة)، أظهرت الدراسة أن المكونات التي تزرع في الفضاء آمنة للإنتاج.
أثبت خبز الفضاء أنه بعيد المنال بسبب مجموعة متنوعة من التحديات. بحلول عام 2012، تم اقتراح طريقة يتم فيها تخمير العجين بواسطة CO2 المذاب (على عكس الخميرة) وطهيها بواسطة عملية درجة حرارة منخفضة، مما قد يسمح باعداد الخبز الطازج من المكونات السائبة في رحلات الفضاء المستقبلية.

## التغليف

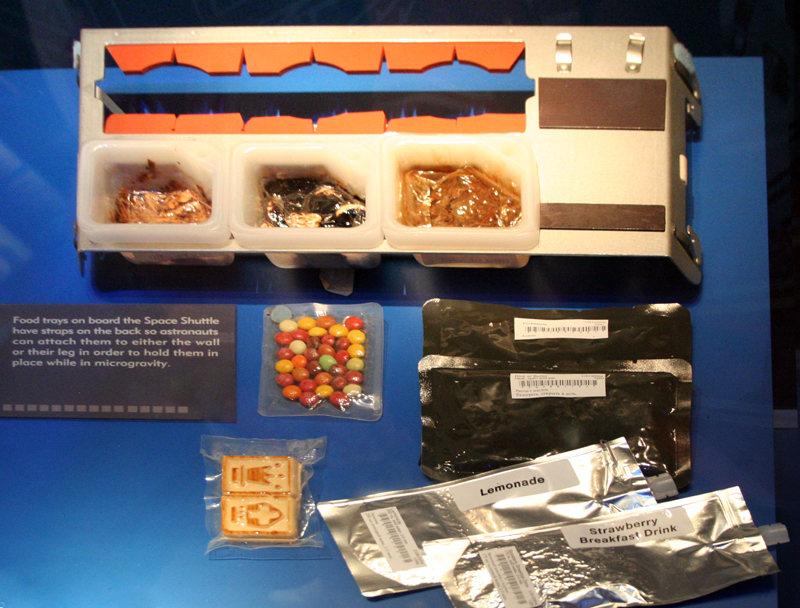
Food tray used aboard the Space Shuttles

الغرض الأساسي من مساحة تغليف الطعام هو الحفاظ على الطعام واحتوائه. ومع ذلك، يجب أيضًا أن تكون العبوة خفيفة الوزن وسهلة التخلص منها ومفيدة في تحضير الطعام للاستهلاك. تشتمل العبوة أيضًا على ملصق مشفر، والذي يسمح بتتبع النظام الغذائي لرائد الفضاء. تحدد الملصقات أيضًا تعليمات تحضير الطعام باللغتين الإنجليزية والروسية.
يتم تغليف العديد من الأطعمة من برنامج الفضاء الروسي في علب وعلب. يتم تسخينها من خلال طرق المقاومة الكهربية (أوميك)، وتفتح بفتاحة علب، ويستهلك الطعام بداخلها مباشرة. يتم ترطيب الحساء الروسي واستهلاكه مباشرة من عبواته.
يتم تغليف الأطعمة الفضائية لوكالة ناسا في أكياس معوجة أو استخدام التجفيف بالتجميد. يتم تعبئتها أيضًا في حاويات محكمة الغلق تتناسب مع الصواني لإبقائها في مكانها. تشتمل الصواني على أحزمة على الجانب السفلي، مما يسمح لرواد الفضاء بإرفاق الدرج بنقطة تثبيت مثل أرجلهم أو سطح حائط وتضمين مشابك للاحتفاظ بحقيبة المشروبات أو الأواني في بيئة الجاذبية الصغرى.

## التاريخ

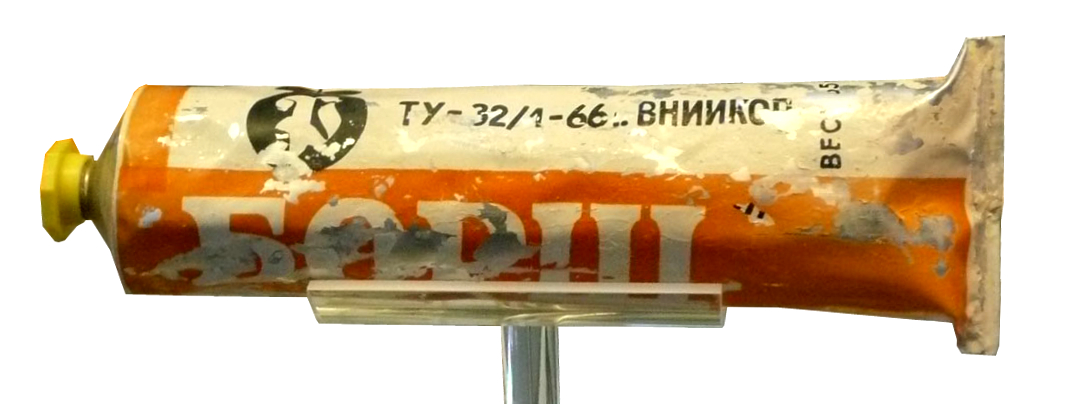
أنبوب يحتوي على شوربة بورش أُنتج في إستونيا للإستخدام في برنامج الفضاء السوفيتي

في المراحل المبكرة من التاريخ، إكتشف البشر أن الطعام يبقى صالحا للأكل مدة طويلة إذا تم تجفيفه وتخزينه في مكان بارد وجاف إلى حين وقت إستهلاكه، وكان يتم تجفيف الطعام من خلال تقطيعه إلى شرائح رقيقة وتعرضيها لأشعة الشمس. فرك الطعام بالملح أو نقعه في ماء مالح كانت طريقة بدائية لمعالجة الطعام، وساعدت أيضا على تخزينه. لاحقا تم تطوير تقنيات الطهي ومعالجة وحفظ الطعام في العلب المغلقة. مع تطوير البسترة والتعليب، أصبح من الممكن تخزين مجموعة متنوعة من الأطعمة وحملها لرحلات طويلة. في الآونة الأخيرة، تم استعمال التبريد والتبريد-السريع للمساعدة في الحفاظ على نكهة الطعام والمغذيات ومنع التلف.
على الرغم أن هذه الأشكال من المنتجات الغذائية المعلبة ملائمة للسفر على الأرض إلا أنها ليست دائما مناسبة للإستخدام في رحلات الفضاء، وذلك بسبب وجود قيود على الوزن والحجم عند السفر، وأيضا ظروف انعدام الجاذبية في الفضاء تؤثر على تغليف الطعام. حاليا توجد مساحة تخزين محدودة على متن المركبة الفضائية ولايوجد مبرد. ولمواجهة هذه التحديات، تم تطوير إجراءات خاصة لتحضير وتعبئة وتخزين الطعام للرحلة الفضائية.
في البدايات الأولى لبرنامج الفضاء الأمريكي، الذي عُرف باسم مشروع ميركوري، كانت رحلات الفضاء تستغرق من بضع دقائق إلى يوم كامل. وبسبب قصر المدة لم تكن هناك حاجة لوجبات كاملة، بل كان يتم إستهلاك الوجبة الرئيسية قبل الرحلة. ولكن رواد الفضاء في مشروع ميركوري ساهموا في تطوير نظام الطعام والغذاء في الفضاء، حيث قاموا باختبار وظيفة المضغ والشرب وبلع الأطعمة الصلبة في بيئة قليلة الجاذبية.
خلال رحلة فوستوك 1 عام 1961، تناول يوري غاغارين ثلاث علب ذات 160 غرام حيث كانت تحتوي علبتان على قطعتين من اللحم المهروس، وعلبة واحدة تحتوي على صلصة الشوكولاتة.